# Berge (Prignitz)
Pour les articles homonymes, voir Berge (homonymie).
Berge est une commune allemande de l'arrondissement de Prignitz, Land de Brandebourg.

## Géographie
Berge se situe sur les contreforts méridionaux des collines de Ruhn à la frontière avec le Mecklembourg-Poméranie-Occidentale. À la limite orientale de la municipalité se trouve le Schlatbach, qui coule vers le sud et se jette près de Perleberg dans la Stepenitz.
La commune comprend Berge, Grenzheim, Kleeste, Muggerkuhl et Neuhausen.
| Brunow   | Ziegendorf | Marnitz |
| Karstädt | Berge      | Putlitz |
|          | Pirow      |         |

## Histoire
En 1935, Groß Berge et Klein Berge fusionnent pour former la commune de Berge. En 1971 Neuhausen, en 1972 Kleeste et en 1973 Grenzheim fusionnent avec Berge. En août 1992, les quartiers de Pampin et Platschow rejoignent Ziegendorf en Mecklembourg-Poméranie-Occidentale.

## Source, notes et références
- (de) Cet article est partiellement ou en totalité issu de l’article de Wikipédia en allemand intitulé « Berge (Prignitz) » (voir la liste des auteurs).